# La Chambre des officiers (roman)
Pour le film, voir La Chambre des officiers.
La Chambre des officiers est un roman de Marc Dugain publié en 1998. Il a reçu le prix des Libraires, le prix Roger-Nimier, le prix des Deux Magots et le prix René-Fallet 1999. Il a été adapté au cinéma deux ans plus tard par François Dupeyron, sous le titre homonyme.
Le récit est rédigé à la première personne du singulier.

## Résumé
Adrien Fournier est un jeune lieutenant du génie militaire. La Première Guerre mondiale éclate en 1914. Aux premiers jours des affrontements, lors d'une reconnaissance sur les bords de la Meuse, un éclat d'obus le défigure. Il devient alors une « gueule cassée ». Il ne connaîtra pas les tranchées boueuses, puantes et infestées de rats. Il ne connaîtra que le Val-de-Grâce, dans une chambre réservée aux officiers, pièce sans miroir où l'on ne se voit que dans le regard des autres. Adrien y restera presque cinq ans pour penser à l’après, pour penser à Clémence qui l'a connu avec son visage d'ange ("visage parfait" p. 61)
Au fil du récit, Adrien fait la connaissance de plusieurs autres « gueules cassées », dont l'aviateur Weil et le capitaine de cavalerie Penanster, ainsi que de Marguerite, une infirmière volontaire blessée sur le front et « réapprend à vivre » avec eux au rythme des opérations. Il retrouve finalement l'amour de sa vie, Clémence, mais il se mariera avec une autre femme quelques années plus tard. Le livre montre la vie de ses amis jusqu'en 1946, au lendemain de la Seconde Guerre mondiale.

## Autres éditions
- Marc Dugain, La Chambre des officiers, Paris, Pocket (no 10679), 1999 (1re éd. 1998), 171 p. (ISBN 2-266-09308-8 et 978-2-266-09308-8, OCLC 469178563).

## Cinéma
Le roman a été adapté au cinéma par François Dupeyron ; le film, sorti en 2001, porte le même titre : La Chambre des officiers.